# NPR1
Natriuretski peptidni receptor A (atrionatriuretski peptidni receptor A, NPR1) je receptor atrijalnog natriuretskog peptida. Ovaj receptor je kod čoveka kodiran NPR1 genom.

## Funkcija
NPR1 je membranska guanilatna ciklaza koja služi kao receptor za atrijalne i moždane natriuretske peptide (ANP i BNP, respektivno).
On je lokalizovan u bubrezima gde doprinosi nautriurezi nakon vezivanja natriuretskih peptida. On je u znatnoj meri zastupljen u plučima i adipocitima.

## Literatura
- Pandey KN (2002). „Intracellular trafficking and metabolic turnover of ligand-bound guanylyl cyclase/atrial natriuretic peptide receptor-A into subcellular compartments.”. Mol. Cell. Biochem. 230 (1–2): 61—72. PMID 11952097. doi:10.1023/A:1014240006767.
- Lucarelli K; Iacoviello M; Dessì-Fulgheri P;  . (2003). „[Natriuretic peptides and essential arterial hypertension]”. Italian heart journal. Supplement : official journal of the Italian Federation of Cardiology. 3 (11): 1085—91. PMID 12506509.
- Pandey KN (2005). „Internalization and trafficking of guanylyl cyclase/natriuretic peptide receptor-A”. Peptides. 26 (6): 985—1000. PMID 15911067. doi:10.1016/j.peptides.2004.12.020.
- Garg R, Pandey KN (2005). „Regulation of guanylyl cyclase/natriuretic peptide receptor-A gene expression”. Peptides. 26 (6): 1009—23. PMID 15911069. doi:10.1016/j.peptides.2004.09.022.

## Spoljašnje veze
- NPR1+protein,+human на 